# Ivona Jurić
Ivona Jurić, hrvatska akademska slikarica.

## Životopis
Slika i crta od početka srednje škole. Intenzivnije slika od 2008. godine. Nadahnjuju ju slike, skulpture, grafika i arhitektura. Slikarstvo je diplomirala 2010. godine u klasi prof. Duje Jurića. Izlagala na brojnim skupnim i nekoliko samostalnih izložaba.

## Nagrade
- Nagrada ALU u Zagrebu za izuzetan uspjeh tijekom studija i diplomskog rada 2010.[1]
- Likovna nagrada HDLU za mladog umjetnika 2013.[1]